# Holasteron wamuseum
Holasteron wamuseum är en spindelart som beskrevs av Baehr 2004. Holasteron wamuseum ingår i släktet Holasteron och familjen Zodariidae.
Artens utbredningsområde är Western Australia. Inga underarter finns listade i Catalogue of Life.